# Orectoderus obliquus
Orectoderus obliquus är en insektsart som beskrevs av Philip Reese Uhler 1876. Orectoderus obliquus ingår i släktet Orectoderus och familjen ängsskinnbaggar.

## Underarter
Arten delas in i följande underarter:
- O. o. ferrugineus
- O. o. obliquus